# Aliaksandr Jatskevich
Aliaksandr Jatskevich (Minsk, Unión Soviética, 19 de octubre de 1973) es un exfutbolista bielorruso que se desempeñaba como centrocampista. Desde julio de 2017 es el entrenador del Dynamo Kiev.

## Carrera
Khatskevich hizo 39 apariciones y marcó cuatro goles para la selección de fútbol de Bielorrusia desde 1993 hasta 2005.
Después de su retiro del fútbol profesional, Khatskevich se convirtió en entrenador de fútbol. A los 33 años, se hizo cargo de su antiguo club, el FC Dinamo Minsk, lo designó para reemplazar a Pyotr Kachura. Entre 2010 a 2014 dirigió a los equipos jóvenes del FC Dinamo Kiev y desde diciembre de 2014 hasta fines de 2016 dirigió a la Selección de fútbol de Bielorrusia.

## Clubes

### futbolista
| Club            | País        | Año         | Partidos | Goles |
| FC Dinamo Minsk | Bielorrusia | 1992 - 1996 | 90       | 18    |
| FC Dinamo Kiev  | Ucrania     | 1996 - 2003 | 135      | 26    |
| Tianjin Teda FC | China       | 2004        | 10       | 1     |
| FK Venta        | Letonia     | 2005        | 4        | 0     |
| FC Dinamo Minsk | Bielorrusia | 2005 - 2007 | 34       | 6     |

### Entrenador
| Club                     | País        | Años            |
| ------------------------ | ----------- | --------------- |
| FC Vitebsk               | Bielorrusia | 2008 - 2009     |
| Selección de Bielorrusia | Bielorrusia | 2014 - 2016     |
| FC Dinamo Kiev           | Ucrania     | 2017 - presente |

## Honores
Dinamo Minsk
- Liga Premier de Bielorrusia campeón: 1992–93, 1993–94, 1994–95, 1995, 1996
- Copa de Bielorrusia campeón: 1993–94

Dinamo Kiev
- Ukrainian Premier League campeón: 1996–97, 1997–98, 1998–99, 1999–2000, 2000–01, 2002–03, 2003–04
- Copa de Ucrania campeón: 1997–98, 1998–99, 1999–2000, 2002–03
- Supercopa de Ucrania campeón: 2004